# 李信 (1954年)
李信（1954年2月—），男，山东济宁人，曾任济宁市人民政府副市长，后被李玉春检举接受巨额贿赂，并被拍下下跪求饶的照片。现已被双规。举报者李玉春以包庇窝藏罪被判处五年有期徒刑